# Кад водењак пукне
Кад водењак пукне (енгл. Due Date) америчка је филмска комедија из 2010. године у режији Тода Филипса. Прати човека (Роберт Дауни Млађи) који мора да пређе преко читаве земље до Лос Анђелеса како би стигао на време за рођење свог детета, заједно са амбициозним глумцем (Зак Галифанакис).
Премијерно је приказан 31. октобра 2010. године на филмском фестивалу у Хелсинкију, док је 5. новембра пуштен у биоскопе у САД, односно 2. децембра у Србији. Добио је помешане рецензије критичара и зарадио 211 милиона долара широм света.

## Радња
Питер Хајман (Роберт Дауни Млађи) по први пут постаје отац и његовој супрузи је термин порођаја за само пет дана. Док Питер жури да из Атланте стигне на лет кући како би био уз супругу на порођају, његове најбоље намере се изјалове када случајни сусрет са неоствареним глумцем Итаном Тремблејем (Зак Галифанакис) примора Питера на стопирање са Итаном — на путу који ће проузроковати уништење неколико аутомобила, више пријатељстава и Питерових живаца.

## Улоге
| Глумац             | Улога           |
| ------------------ | --------------- |
| Роберт Дауни Млађи | Питер Хајман    |
| Зак Галифанакис    | Итан Тремблеј   |
| Мишел Монахан      | Сара Хајман     |
| Џулијет Луис       | Хајди           |
| Џејми Фокс         | Дарил Џонсон    |
| Мет Волш           | агент           |
|                    | маршал          |
| Дени Макбрајд      | Лони            |
| Тод Филипс         | Бари            |
| Мими Кенеди        | Сарина мајка    |
| Киган-Мајкл Ки     | новопечени отац |
| Арон Лустиг        | др Грин         |
| Марко Родригез     | агент           |
| Броди Стивенс      | шофер           |
| Чарли Шин          | Чарли Харпер    |
| Џон Крајер         | Алан Харпер     |